# Stenoniscus carinatus
Stenoniscus carinatus is een pissebed uit de familie Stenoniscidae. De wetenschappelijke naam van de soort is voor het eerst geldig gepubliceerd in 1897 door Silvestri.